# 장금상선
장금상선은 아시아 지역을 바탕으로 물류운송 서비스를 하는 해운 기업이다. 
1989년 3월 홍콩에서 '장금유한공사'(Sinokor Company Ltd) 상호로 설립하였으며, 1999년 5월 '장금상선주식회사'로 상호를 변경하였다. 2021년 현재 216척 자사선대와 6,200여명의 선원 및 임직원을 바탕으로 2020년도 기준 자산6조4000억, 연매출 3조을 달성하였으며 강건한 글로벌 물류 네트워크를 구축하고 있다. 현재 많은 부분이 베일에 감춰진 회사라 외부에 많이 알려져 있지 않으나, 사실 시노코 그룹의 회사규모는 세간에 알려진 바와는 달리 선박 수 & DWT 기준으로 국내 최대 선사이다. 외국의 큰 회사와의 장기계약으로 지속적으로 크고 있는 회사이다.

## 자회사 및 계열사
- 장금마리타임 (부정기선)
- 시노코페트로케미컬
- 시노코탱커
- 조강해운
- 한성라인
- 국양해운
- 국양로지텍
- 경평물류
- 위자창
- 시노코 엔지니어링
- 흥아라인 (흥아해운 컨테이너부문 합병으로 인한 신설법인)
- 신선대 터미널 (BICT)
- 광양항 터미널
- 피앤시티
- 슈페랙
- 시노코쉽 매니저먼트
- 실버마리타임 (싱가포르)
- 시노코벌크 (싱가포르)